# Purpose (película)
Purpose es en largometraje estadounidense estrenado en 2002 (filmado en 2001). Fue dirigido, coescrito y coproducido por Alan Ari Lazar, y contó en su reparto con secundarios como Mia Farrow, Paul Reiser, Peter Coyote y Hal Holbrook.

## Argumento
Principios de la década de 2001-2010, en California se ha producido la gran eclosión de las empresas de informática o punto com. John Elias (John Light), un universitario de San Francisco, decide crear su propia empresa, para lo que se asocia con su compañero de aula Robert Jennings (Jeffrey Donovan). Elias es un experto informático, mientras que Jennings es alguien que posee buenos contactos en el mundo de los negocios. Elias, ayudado por su novia, Lisa Forrester (Megan Dodds), y por otros dos compañeros de universidad consigue inversores que apoyen su proyecto, y piensa en lanzar un programa de streaming de video en tiempo real a través de Internet. Jennings, su socio, tiene una idea muy diferente sobre lo que debe ser una empresa, y busca convencer a Elias de que debe buscar el apoyo de empresas más importantes. Para ello, contactan con una prestigiosa asesora, Anna Simmons (Mia Farrow). Al mismo tiempo, Jennings introducirá a Elias en el mundo de clubes nocturnos, sexo y drogas en el que se mueven ejecutivos de pocos escrúpulos como él. Elias irá cayendo poco a poco en una espiral durante la que perderá a sus amigos, su novia, y, finalmente, el control de la empresa que él mismo había creado…

## Reparto
- John Light (John Elias)
- Jeffrey Donovan (Robert Jennings)
- Megan Dodds (Lisa Forrester)
- Mia Farrow (Anna Simmons)
- Paul Reiser (Ben Fisher)
- Shaun Majumder (Victor)
- Archie Kao (Kiko)
- Peter Coyote (Bernard Elias)
- Concetta Tomei (Lily Elias)
- Hal Holbrook (Tom Walker)
- Ismael Carlo (Pescador mexicano)
- Michael Bailey Smith (Portero del club privado)
- Sidney Bennett (Amanda)
- Catherine McCord (Marcie)
- Elena Evangelo (Claire)
- Zachary Kranzler (Jim el millonario)
- Chris Howell (Ted Otis)
- Amy Turner (Natalie)
- Kaarina Aufranc (Halle)
- Ben Bray (Policía de Tijuana #1)
- Jason Rodríguez (Policía de Tijuana #2)
- Gustavo Ruíz (Policía de fronteras)
- John Balma
- Robert Hegyes
- Rob Brownstein
- Heidi Heller
- Ian Bagg
- Arj Barker
- Billie Myers
- Rueben Grundy
- R.J. Chambers
- Jesse James Chisholm

## Títulos
- Életcél (Hungría)
- Dot.com - Dot.gone (Finlandia)
- Framtidsfabriken (Suecia)
- Máximo riesgo.com (España, DVD)
- Objetivo Final	(Brasíl)
- Purpo$e (Estados Unidos, título alternativo)
- Risque-tout (Canadá, título francés)
- Scopul	(Rumania)

## Fechas de estreno
- 21 de febrero de 2002 (Estados Unidos, en el American Film Market).
- 12 de junio de 2002 (Noruega, DVD)
- 1 de noviembre de 2002 (Sudáfrica, salas de cine)
- 22 de julio de 2003 (Estados Unidos, DVD)